# Yūmi Kawai
Yūmi Kawai (河合 優実?, Kawai Yūmi; Tokyo, 19 dicembre 2000) è un'attrice giapponese.

## Biografia
Originaria di Tokyo, Yūmi Kawai debutta come attrice nel 2019, prendendo parte a cortometraggi e film indipendenti. Si fa notare nel 2020 per il ruolo nel film Sasaki in My Mind, per il quale riceve riconoscimenti da parte della critica.
Nel 2022 interpreta uno dei ruoli principali in Plan 75 di Chie Hayakawa, presentato al Festival di Cannes nella sezione Un Certain Regard. Lo stesso anno recita in A Man di Kei Ishikawa, film vincitore del Blue Ribbon Award e del Mainichi Film Award.
Nel 2024 è protagonista di April Come She Will di Tomokazu Yamada, tratto da un romanzo di Genki Kawamura. Nel 2025 è protagonista di A Bad Summer diretto da Jōjō Hideo, regista che l'aveva già scelta per due precedenti pellicole nel 2022.
Con l'interpretazione in A Girl Named Ann ha ottenuto il riconoscimento di miglior attrice ai prestigiosi Awards of the Japanese Academy del 2025.

## Filmografia

### Cinema
- Yodominaku, Yamanai (よどみなく、やまない), regia di Kenta Shibayama (2019) - cortometraggio
- Kigeki aisai monogatari (喜劇 愛妻物語), regia di Shin Adachi (2019)
- Yûko no tenbin (転がるビー玉), regia di Yûjirô Harumoto (2020)
- Korogaru bīdama (転がるビー玉), regia di Kenichi Ugana (2020)
- Sasaki in My Mind (佐々木、イン、マイマイン), regia di Takuya Uchiyama (2020)
- Tōmei no kuni (透明の国), regia di Ayumi Arashi (2020)
- It's a Summer Film (サマーフィルムにのって), regia di Sōshi Matsumoto (2021)
- Unfeigned Happy Ending (偽りのないhappy end), regia di Daisuke Matsuo (2021)
- Just Remembering (ちょっと思い出しただけ), regia di Daigo Matsui (2022)
- Love Nonetheless (愛なのに), regia di Jōjō Hideo (2022)
- To Be Killed by a High School Girl (女子高生に殺されたい), regia di Jōjō Hideo (2022)
- Plan 75, regia di Chie Hayakawa (2022)
- A Man (ある男), regia di Kei Ishikawa (2022)
- A Hundred Flowers (百花), regia di Genki Kawamura (2022)
- Winter Rose (冬薔薇), regia di Junji Sakamoto (2022)
- The Lines That Define Mev (線は、僕を描く), regia di Tokujirō Koizumi (2022)
- In Her Room (ひとりぼっちじゃない), regia di Chihiro Itō (2023)
- Sayonara, Girls (少女は卒業しない), regia di Shun Nakagawa (2023)
- Desert of Namibia (ナミビアの砂漠), regia di Yōko Yamanaka (2024)
- Look Back (ルックバック), regia di Kiyotaka Oshiyama (2024) - voce
- A Girl Named Ann (あんのこと), regia di Yū Irie (2024)
- April Come She Will (四月になれば彼女は), regia di Tomokazu Yamada (2024)
- She Taught Me Serendipity (今日の空が一番好き、とまだ言えない僕は), regia di Akiko Ōku (2025)
- A Bad Summer (悪い夏, Warui Natsu), regia di Jōjō Hideo (2025)
- Teki (敵), regia di Daihachi Yoshida (2025)
- Renoir (ルノワール), regia di Chie Hayakawa (2025)

### Televisione
- Koi to Dangan - serie TV (2022)
- Koisenu Futari - serie TV (2022)
- Kamen Rider Black Sun - serie TV (2022)
- Saiai no Hito: The Other Side of Nihon Chinbotsu - serie TV (2023)

## Riconoscimenti
- 2020 – Tama Film Awards
  - Miglior attrice emergente per Sasaki in My Mind
- 2021 – Elan d'or Awards
  - Miglior nuova attrice
- 2022 – Blue Ribbon Awards
  - Miglior attrice non protagonista per A Man
- 2022 – Mainichi Film Concours
  - Miglior attrice emergente per Plan 75 e A Man
- 2025 – Awards of the Japanese Academy
  - Miglior attrice per A Girl Named Ann